# Adolf Spinnler
Adolf Spinnler (ur. 18 lipca 1879 w Liestalu, zm. 20 listopada 1950) – szwajcarski gimnastyk, dwukrotny medalista olimpijski.
W 1904 r. reprezentował barwy Szwajcarii na rozegranych w Saint Louis letnich igrzyskach olimpijskich, podczas których zdobył dwa medale: złoty (w trójboju gimnastycznym) oraz brązowy (w wieloboju gimnastyczno-lekkoatletycznym). Startował również w konkurencji trójboju lekkoatletycznego, zajmując 64. miejsce.